# Arthropogon xerachne
Arthropogon xerachne är en gräsart som beskrevs av Erik Leonard Ekman. Arthropogon xerachne ingår i släktet Arthropogon och familjen gräs. Inga underarter finns listade i Catalogue of Life.